# Beira-Mar (Ribeira Grande)
Beira-Mar Desportivo Clube is een Kaapverdische voetbalclub. De club speelt in de Santo Antão Eiland Divisie (Noord), op Santo Antão, waarvan de kampioen deelneemt aan het Kaapverdisch voetbalkampioenschap, de eindronde om de landstitel.

## Erelijst
Santo Antão Eiland Divisie
2005/06
Beker van Ribeira Grande
2008/09